# Kurbanbajram
Kúrbanbájram, tudi kúrban bájram ali prečrkovano iz arabščine ejd ul Adha, je muslimanski praznik. Muslimani na praznično jutro žrtvujejo kozo ali ovco.

## Druga imena za Eid al-Adha
Eid al-Adha oz. Ejd Ul Adha je arabska beseda, ki pomeni Praznik žrtvovanja in se nanaša na Kurbanbajram. 

Beseda bajram se sicer nanaša na dva praznika, ki ju slavijo muslimani: poleg tu opisanega kurbanskega bajrama še na ramazanski bajram ali Eid al-Fitr. 
Ejd Ul Adha ima po celotnem islamskem svetu različna imena. Na Balkanu in v Turčiji se, kot že omenjeno, imenuje Kurban-Bajram. Isto ime, le drugačen zapis pa ima še v regijah, kot so Rusija, Azerbejdžan in Kazahstan. 

Drugod pa ima imena kot npr. Eid el-Kibir ('Veliki' Praznik), to poimenovanje zasledimo v Maroku, Alžiriji, Tuniziji, Egiptu in Libiji.

V Indiji in Pakistanu ima ime Bari Eid, kar prav tako pomeni Veliki Praznik.

Še druga imena: Tabaski ali Tobaski v Zahodni Afriki; Babbar Sallah v Nigeriji; Ciidwayneey v Somaliji in somalijsko govorečih predelih Kenije in Etiopije; Waliya Perunnal v Maleziji; Peru Naal v Šri Lanki; Eyd e Qorbán v Iranu in Afganistanu; Idul Adha ali Hari Raya Haji v Singapurju, Indoneziji in na Brunejih.